# فرگوس هانت
فرگوس هانت (انگلیسی: Fergus Hunt؛ ۱۸۷۶ – ۱۹۵۳) بازیکن فوتبال اهل بریتانیا بود.
از باشگاه‌هایی که در آن بازی کرده‌است می‌توان به باشگاه فوتبال آرسنال و باشگاه فوتبال فولام اشاره کرد.